# Leandra refracta
Leandra refracta är en tvåhjärtbladig växtart som beskrevs av Célestin Alfred Cogniaux. Leandra refracta ingår i släktet Leandra och familjen Melastomataceae. Inga underarter finns listade i Catalogue of Life.